# Vistahermosa Huitepec
Vistahermosa Huitepec är en ort i Mexiko.   Den ligger i kommunen San Cristobal De Casas och delstaten Chiapas, i den sydöstra delen av landet, 700 km öster om huvudstaden Mexico City. Vistahermosa Huitepec ligger 2 269 meter över havet och antalet invånare är 497.
Terrängen runt Vistahermosa Huitepec är huvudsakligen kuperad, men söderut är den bergig. Runt Vistahermosa Huitepec är det tätbefolkat, med 459 invånare per kvadratkilometer. Närmaste större samhälle är San Cristóbal de las Casas, 3,4 km öster om Vistahermosa Huitepec. Omgivningarna runt Vistahermosa Huitepec är en mosaik av jordbruksmark och naturlig växtlighet.